# 전투기 레이더
다음은 전투기 레이더에 관한 설명이다.

## 미국
- AN/APG-153 레이더 F-5E 타이거1
- AN/APG-157 레이더 F-5F 타이거1
- AN/APG-159 레이더 KF-5E/F 타이거2 (타이거1에 비해 탐색거리 2배 증가)
- AN/APG-63 레이시온 공대공레이더 F-15C/D,
- AN/APG-63v1/v3 공대공/공대지 F-15K(v1기계식, 펄스도플러방식, 최대 161km), F-15 F-15SG (v3 AESA방식 ~1500개소자), *v2는 알라스카배치 F-15기체에만 시험적으로 소량 장착 너무 비쌈, 소자 1500개, 사각형모양 *v3는 F-15C/D미군기체에만 현재 장착중이다. 소자수는 ~1500개, 다각형모양 *v4는 v3이후 나온것으로 82v(1)일 것으로 추정된다.
- AN/APG-65 레이시온 F/A-18C/D, AV-8B+, F-4F ICE 다중모드 화력통제 레이더
- AN/APG-66 노스럽 그러먼 F-16A/B 95km, F-4EJ 호크200(단좌모델) 소형 화력통제 레이더. AIM-120 공대공미사일에도 직경 15cm 공간에 휴즈사에 의해 축약해 넣어졌다.
- AN/APG-67 록히드마틴(LM) F-20, F-CK-1(GD53)105km, TA-50(v4)시제기 80km, 소형 화력통제 레이더 정확하게는 AN/APG-67은 LMMSS제작으로 LM과 동일회사는 아니라고함(관계회사인듯)(v4)는 옵션으로 SAR 기능을 추가할 수 있다.
- AN/APG-68 노스럽 그러먼 F-16C/D AN/APG-66 개량, F-16K블록32(초기형) 115km, KF-16(v5)(v7) 129km, 가장최신형으론 SAR기능이 추가된 AGP-68(v9)가 있으며, 이스라엘F-16에 미국의 압력으로 EL/M-2032대신 68v(9)가 장착되었다.
- AN/APG-70(AN/APG-63SAR) 레이시온 F-15C/D/E AN/APG-63을 개량해 NCTR(표적식별)기능을 추가함. AN/APG-63 v1/v2 보다는 하위의 레이더이다. 지형추적기능의 공대지모드, 자동포착수색범위 18.5km(2.6m급 목표식별), 지상매핑 수색범위 92km, 공대공 185km, 해상수색범위 최대 37km(10m급 목표식별)
- AN/APG-71 레이시온 F-14D AN/AWG-9 개량
- AN/APG-73 레이시온 F/A-18C/D/E/F AN/APG-65 개량
- AN/APG-76 노스럽 그러먼 F-4 팬텀 2000 이스라엘 F-4 업그레이드용
- AN/APG-77 노스럽 그러먼 F/A-22 AESA 방식( 모든 방향에 대해 탐색할 수 있도록 여러개로 되어 기수뿐 아니라 동체 다른부분에도 장착되며, 초기 2001년경 1~2세대 소자의 경우 1500개였으나 이후 2000개를 거쳐 2200개까지 증가하였다. 원형모양)
- AN/APG-79 레이시온 F/A-18E/F수퍼호넷 1100개 모듈 AESA 방식, 실전배치 AESA중에서 최초로 공대지 공대공 동시추적이 가능해진 레이더. AN/APG-73 RUG 3 의 개량형, AN/APG-77의 기술이 적용되었음. 2005년에 4세대소자로 테스트.
- RACR(Raytheon Advanced Combat Radar) AESA 레이시온,APG-79를 바탕으로 개발. F-16 및 F/A-18A+/C/D를 위해 개발중에 있으며, 경쟁사의 SABR보다 빠른 개발진척도를 보이고 있다. KF-16에 이미 제안되었으며, 한국공군의 장교와 실무자들에게 기밀브리핑까지 마쳤다.
- AN/APG-80 노스럽 그러먼 F-16E/F 1000개 모듈 AESA 방식, AN/APG-68의 주요부분을 재설계,원형모양, AN/APG-68(v)7 의 거의 2배의 공대공탐지거리를 제공한다.
- AN/APG-81 노스럽 그러먼 F-35A/B/C, AN/APG-77에서 소자만 1200개로 줄인 축소형레이더, 3세대소자, 원형모양, 아직 개발중인 F-35와 달리 81레이더는 이미 실전배치 가능한 수준으로 개발되어있으나, 82레이더보다 숫자가 하나 적어 마케팅상의 문제를 토로중임.
- SABR(확장식 고속빔레이더) 노스럽 그러먼 AN/APG-81을 변형한 형태이며, -81의 다운그레이드형으로 여겨지기도 하며, AN/APG-80에 기반하고있다. F-16의 레이더개량시장에 대한 수출형모델로 아직 개발중에 있다. 14kg 의 중량, 기존 F-16의 구조 전력 냉각장치 개조없이 탑재가능, 가격도 기존 AESA보다 낮고 기존기계식레이더와 동일가격판매를 선언했다. KFX나 F-50 에도 장착가능하다고 2009 서울에어쇼(ADEX)에서 언급하였으나, 한국에 대한 기술이전은 매우 제한될것으로 복수의 미국현지 소식통에 의해 확인되고 있다. TA-50 FA-50 에의 장착도 긍정적으로 검토되고 있다(?). SABR레이더의안테나와 백엔드 부분은 F-16보다 크거나 작은 항공기를 위해 크기조정이 가능하게 설계되어있다. 미국내 F-16시장도 바라보고있다. AN/APG-80보다 적은 공간 전력냉각장치로 설치될 수 있다고 홍보되고 있다. 노스럽 그러먼이 미공군훈련기도입사업인 T-X사업용으로 M-346에 장착을 위해 이탈리아와 접촉중이다. 오래도록 미국정부의 수출허가가 떨어지지 않다가, 2010년 2월2일 수출상담용 기술정보 제공허가가 떨어졌다.
- AN/APG-82 레이시온 F-15SE에 탑재가 예상되는 AESA레이더, APG-63v3의 안테나와 APG-79의 신형 back-end processor를 통합했다고 함. 2009년 9월 F-15E에도 장착할 레이더로 AN/APG-82v(1)이 선정되었으며 2014년 초기운용능역 확보예정

## 러시아
- 자슬론(나토명 플래쉬댄스) 파조트론 MiG-31B/M PESA 방식 레이더 사거리139km
- N-019(나토명 슬롯백) 파조트론 MiG-29, J-8IIM 다중모드 화력통제 레이더 탐지거리100km HMS
- N-019M Mig-29S(펄크럼-C)
- N001 NIIP SU-27 다중모드 화력통제 레이더 탐지거리127km
- N011M NIIP Su-30, Su-35, Su-30MKI PESA 방식
- Zhuk-AE Phazotron MIG-29M/33/35 러시아의 첫 번째 AESA 레이더, 공대공탐지거리 120km, 공대함탐지거리 300km
- Irbis-E Tikhomirov NIIP Su-35BM PESA방식
- SH121 AESA Tikhomirov NIIP T-50(= PAK-PA = Su-50) 러시아의 2번째 AESA 레이더 1520여개모듈, 오토파일럿기능 포함, 기체다른부위에도 레이더장착(AFAR방식-총5개, X밴드3개 L밴드2개)

## 영국
- 폭스헌터 BAE 시스템즈 토네이도 F.3 다중모드 화력통제 레이더
- 블루빅슨 BAE 시스템즈 시해리어 FA.2 다중모드 화력통제 레이더. 성능이 우수해 유로파이터레이더의 모체가 된다.
- VIXEN-500E Selex(영국+이탈리아 합작사) AESA 1200여개 모듈, 유러파이터 타이푼에 들어간 CAPTOR 레이더의 축소형. 미국제 AN/APG-65의 기술이 들어가 있어 미국의 반대로 한국수출이 좌절된 레이더. M-346경공격기형에 탑재가 결정된바 있다. 그리펜NG역시 프랑스제레이더의 수출허가문제로 빅센500으로 레이더를 바꿔달 예정이다.
- Vixen 1000E/ES-05 Raven Selex AESA방식 그리펜Demo 기체로 2009년 10월에 첫 테스트, 회전식AESA를 가지고 있으며, 이 개념은 이후 유로파이터용 레이더에도 적용이 관심사이다. 타이푼은 CAPTER-E AESA레이더도 있지만, selex에 의해 Vixen 1000E/ES-05 Raven AESA레이더 역시 제공되고 있다.

## 스웨덴
- PS-05/A Ericsson JAS39(Gripen) 다중모드 화력통제 기계식 레이더
- NORA Ericsson JAS39NG(SuperGripen) 발전형 약1000개 모듈 AESA 방식(개발중)

## 프랑스
- RBE2 탈레스 라팔 PESA 방식으로 스위칭노이즈를 해결하지 못해서 탐지거리가 짧았다. 유러파이터에 쓰인 AMSAR레이더의 파생형
- RBE2AA 탈레스 2003년 미국제 GaAs반도체소자(MMIC)를 수입해 3시간만에 기존 RBE2에 교체해 달아만든 라팔의 AESA방식으로 탐지거리가 크게 늘어났다. 차후 AlGaN/GaN 소자로 세계최초로 교체예정인데 이는 더 물리적으로 견고하고 탐지거리가 뛰어난(레이더파의 세기가 GaAs의 20배) 소자이다. RBE2 AESA레이더는 라팔F3 버전에 2012년 이후 장착예정이다.
- RDY-2 탈레스 미라지 2000-5/-9 RDM 개량

## 이탈리아
- 그리포 FIAR F-5, F-7, 미라지III, L-159, JF-17 소형 화력통제 레이더

## 이스라엘
- EL/M-2022 ELTA F-16(이스라엘, 해상형)
- EL/M-2035 ELTA 라비(이스라엘,미국이 반대)
- EL/M-2032 ELTA F-16(이스라엘) F-5(칠레), F-4(터키), MiG-21(버마) FA-50 TA-50(양산기) 2035개량형 소형화력통제레이더. AN/APG-66을 바탕으로 개발한 것으로 알려졌다. 이스라엘 라비전투기에 장착하려 개발되었지만, 이후 이스라엘 F-16에 장착하려다가 미국의 반대로 이스라엘 F-16에는 AN/APG-68v(9)가 장착되었다.
- EL/M-2052 ELTA AESA방식, EL/M-2032에서 안테나와 트랜스미터만 교체해 2052 AESA 로 업그레이드가 가능한 것으로 알려져있다.

## 일본
- J/APG-1 미츠비시 F-2 AESA 방식 800개소자, 세계 최초 실전배치된 AESA 레이더 편대기가 동시 레이더 가동시 한 쪽 기체의 레이더가 먹통되고 소자 효율이 떨어지는 문제를 겪었다.

## 중화인민공화국
- JL-10(A) LETRI J-10 주크 파생형
- KLJ-10 FC-1(파키스탄수출분 50대)

## 국제공동
- ECR-90 Eurorader(셀렉스+EADS) 유로파이터 타이푼 블루빅슨을 개량
- AMSAR GTDAR 유로파이터 타이푼, 1500개 모듈 AESA 방식(개발중 2015~2020년 완성예정, GaAs)
- CAESAR 유로파이터tranche3A AMSAR레이더의 다른이름 AESA방식, 2007년에 장착비행시험
- CAPTER-E Eurorader AESA레이더 방식 유로파이터tranche3A에 2012년부터 장착예정, CAESAR와 아마도 같은 레이더 이지 싶다.
- CAPTER Eurorader 기계식레이더 유로파이터tranche1/2 (현재 사용중)

## 참고 자료
- 전투기의 이해 상/하
- Fighter_Radars_2010.pdf by 레이시온